# Bomal (Ramillies)
Pour les articles homonymes, voir Bomal.
Bomal (en wallon Boumaul) est un village et une section de l'ancienne commune belge de Gérompont, située dans l'actuelle commune de Ramillies en Région wallonne dans la province du Brabant wallon.
C'était une commune à part entière avant la fusion des communes de 1970.
Du 17 juillet 1970 au 1er janvier 1977, elle fut fusionnée avec Geest-Gérompont-Petit-Rosière et Mont-Saint-André pour former la commune de Gérompont.

## Démographie
- Sources:INS, Rem:1831 jusqu'en 1970=recensements, 1976= nombre d'habitants au 31 décembre

## Patrimoine
- La cure du village date de 1571, et elle obtint sa fonction en 1770 jusque 1996. Depuis, elle est louée par la fabrique d'église de Notre-Dame du Rosaire.
- L'église Notre-Dame du Rosaire, édifice classée reconstruit en 1768-69, à la place d'un oratoire plus ancien dont subsiste la tour carrée romane des 11e-12e siècle.
- Ferme de la Tourette (ou ferme de Bomal), quadrilatère clôturé avec des bâtiments des 17e, 18e et 19e siècles.
- Ancienne maison communale de Bomal de 1856.
- Moulin de Grognard, ancien moulin à eau de 1679, cité dès le 13e siècle.

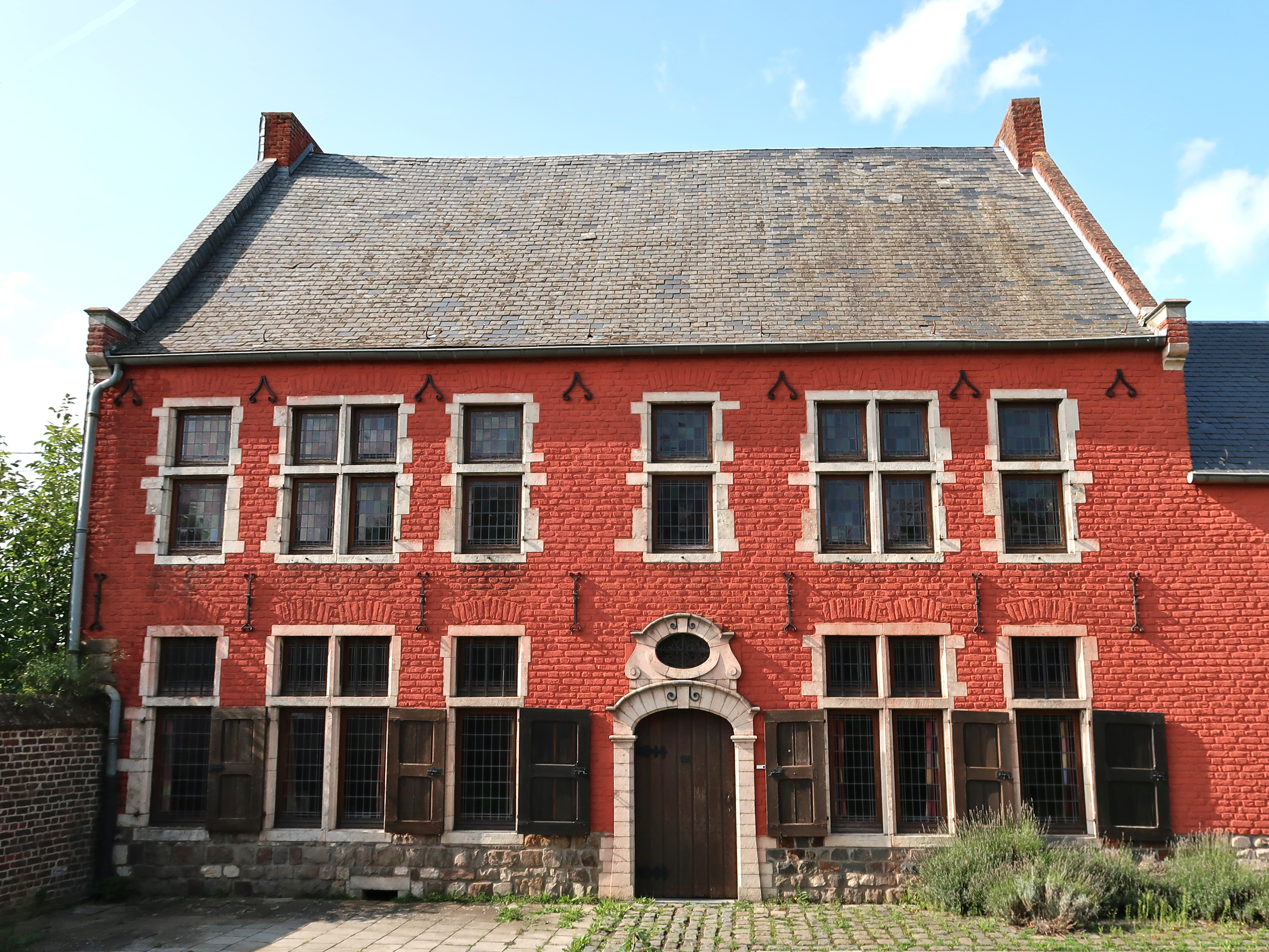
La cure (presbytère) de Bomal.
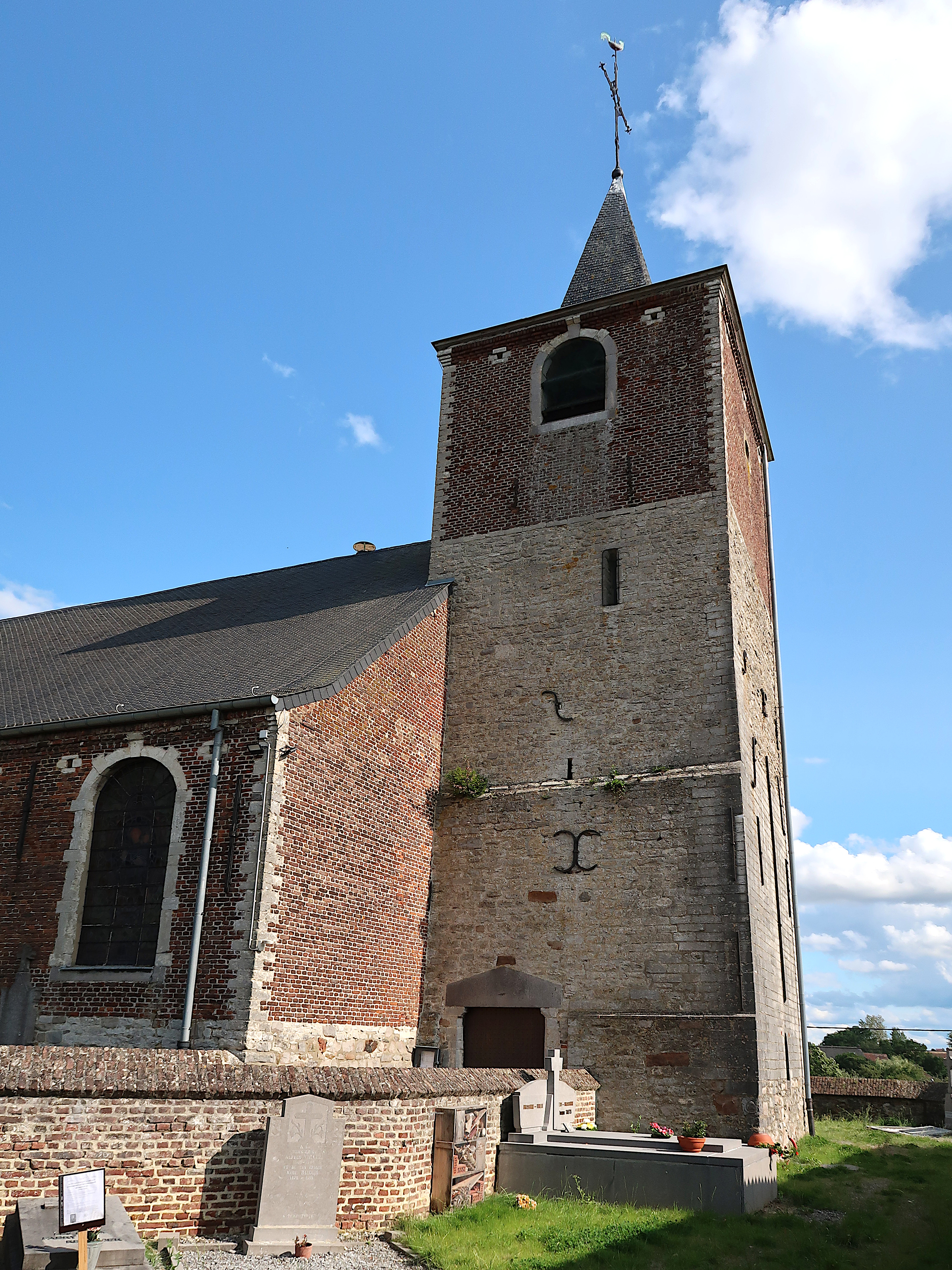
Eglise Notre-Dame du Rosaire.
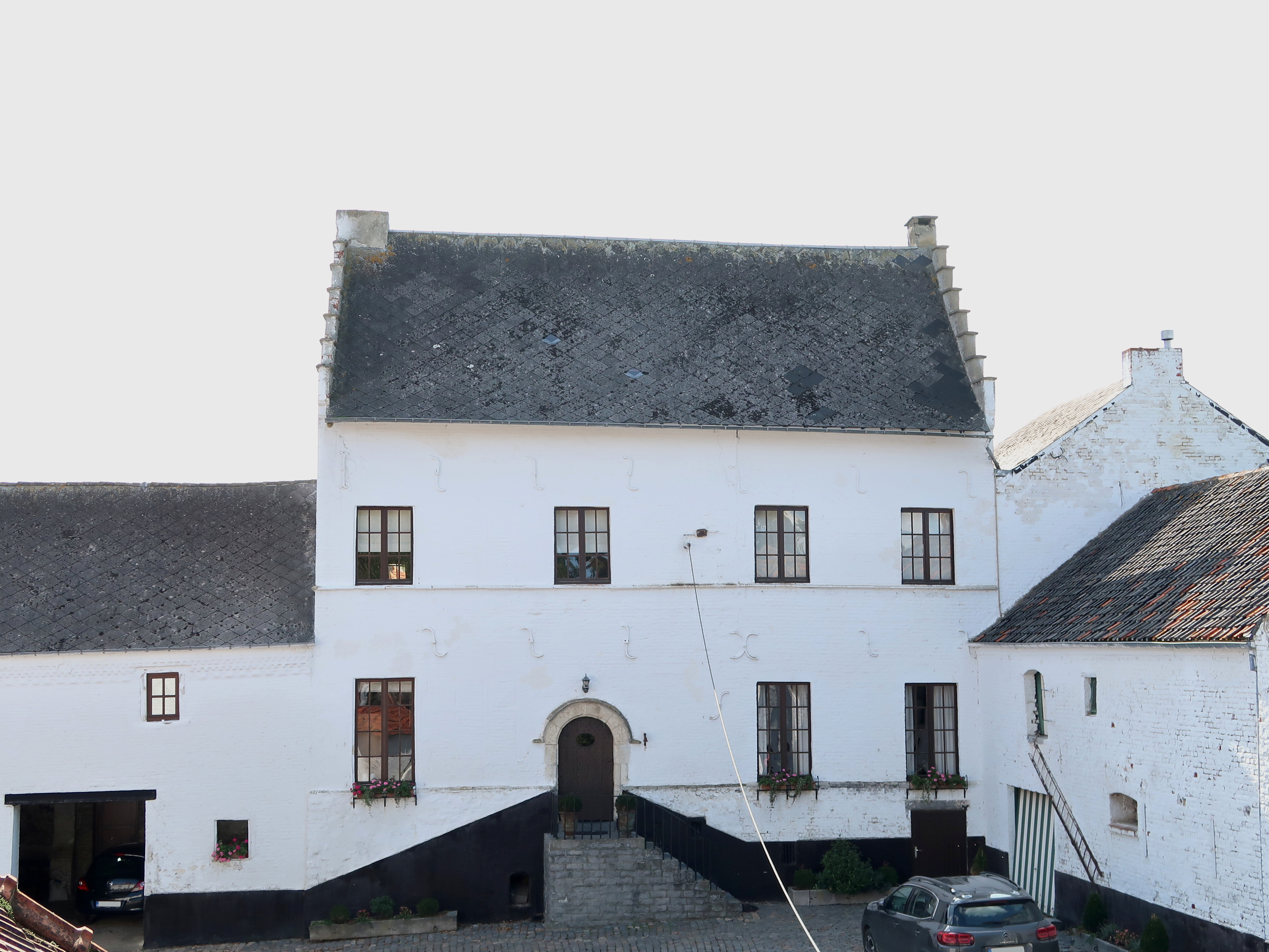
Ferme de la Tourette.
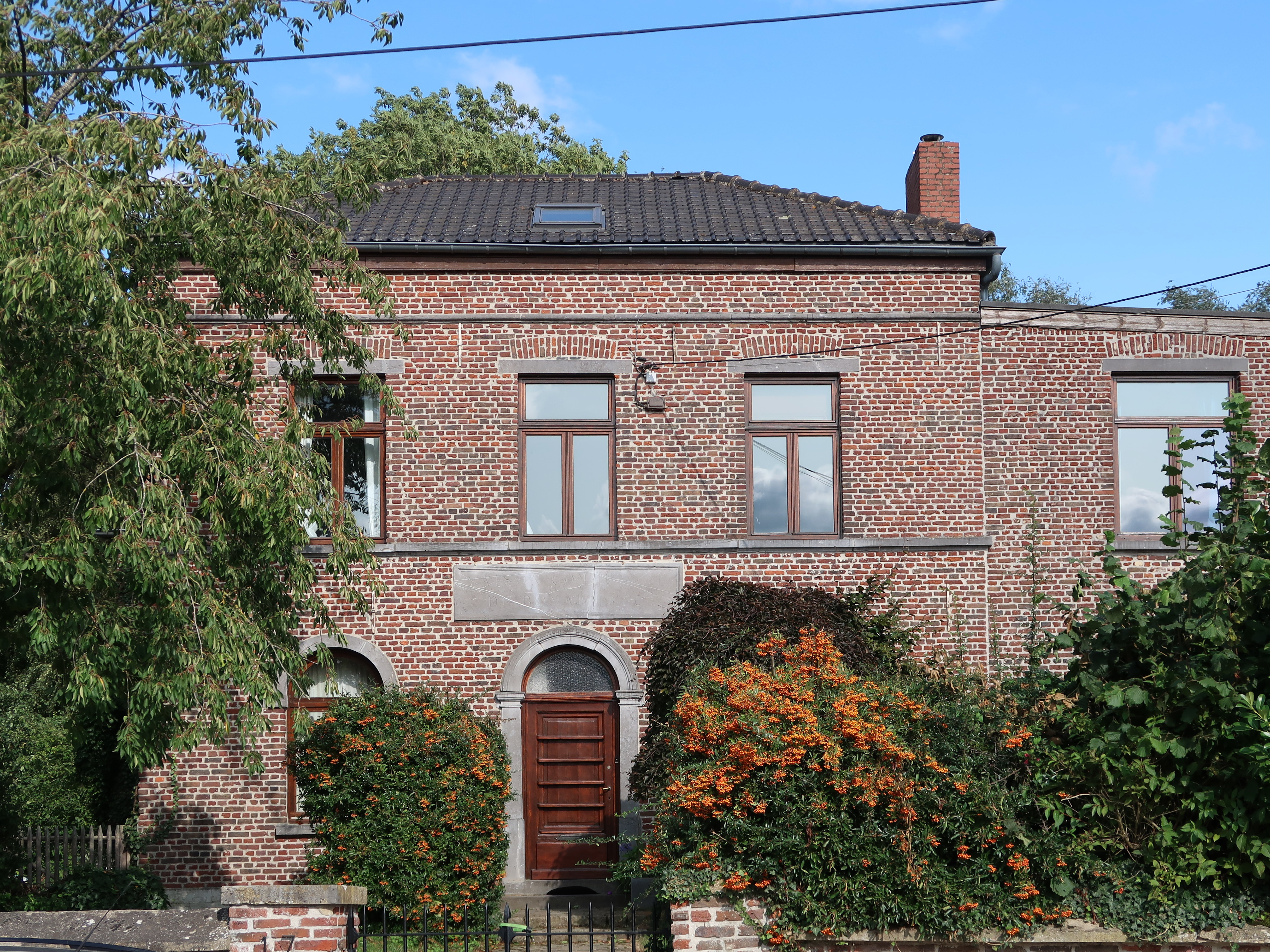
Ancienne maison communale de Bomal.